# Vorstadtweiber/Episodenliste

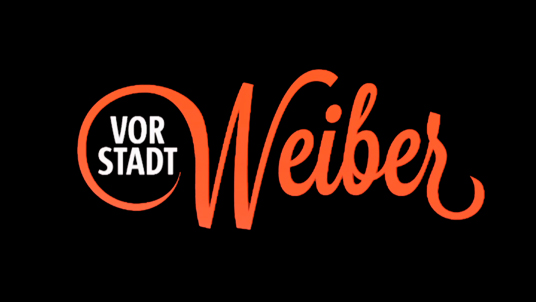
Logo der Serie

Diese Episodenliste enthält alle Episoden der österreichischen Dramedyserie Vorstadtweiber, sortiert nach der deutschsprachigen Erstausstrahlung. Die Fernsehserie umfasst 6 Staffeln mit 61 Episoden.

## Übersicht
| Staffel | Episoden | deutschsprachige Erstausstrahlung | deutschsprachige Erstausstrahlung |
| Staffel | Episoden | Staffelpremiere                   | Staffelfinale                     |
| ------- | -------- | --------------------------------- | --------------------------------- |
| 1       | 10       | 12. Jänner 2015                   | 9. März 2015                      |
| 2       | 10       | 14. März 2016                     | 30. Mai 2016                      |
| 3       | 10       | 8. Jänner 2018                    | 5. März 2018                      |
| 4       | 10       | 16. September 2019                | 18. November 2019                 |
| 5       | 10       | 11. Jänner 2021                   | 15. März 2021                     |
| 6       | 11       | 10. Jänner 2022                   | 14. März 2022                     |

## Staffel 1
Die Erstausstrahlung der ersten Staffel war vom 12. Jänner bis 9. März 2015 auf ORF eins zu sehen.
| Nr. (ges.) | Nr. (St.) | Titel              | Erstausstrahlung AT | Erstausstrahlung DE | Regie             | Drehbuch | Marktanteil AT                     | Marktanteil DE                   |
| ---------- | --------- | ------------------ | ------------------- | ------------------- | ----------------- | -------- | ---------------------------------- | -------------------------------- |
| 1          | 1         | Heile Welt         | 12. Jänner 2015     | 5. Mai 2015         | Sabine Derflinger | Uli Brée | 28 % (ab 3 Jahren), 35 % (14–49 J) | 17 % (ab 3 J), 9,3 % (14–49 J)   |
| 2          | 2         | Scheinwelten       | 12. Jänner 2015     | 5. Mai 2015         | Sabine Derflinger | Uli Brée | 28 %(ab 3 J), 33 % (14–49 J)       | 16,7 % (ab 3 J), 9,7 % (14–49 J) |
| 3          | 3         | Heimlichkeiten     | 19. Jänner 2015     | 12. Mai 2015        | Sabine Derflinger | Uli Brée | 28 % (ab 3 J), 35 % (14–49 J)      | 11,5 % (ab 3 J), 7,3 % (14–49 J) |
| 4          | 4         | Gemeinheiten       | 26. Jänner 2015     | 19. Mai 2015        | Sabine Derflinger | Uli Brée | 26 % (ab 3 J), 33 % (14–49 J)      | 14 % (ab 3 J), 8,1 % (14–49 J)   |
| 5          | 5         | Lügen              | 2. Februar 2015     | 26. Mai 2015        | Sabine Derflinger | Uli Brée | 29 % (ab 3 J), 36 % (14–49 J)      | 13,6 % (ab 3 J), 8,6 % (14–49 J) |
| 6          | 6         | Schamlos           | 9. Februar 2015     | 2. Juni 2015        | Harald Sicheritz  | Uli Brée | 28 % (ab 3 J), 36 % (14–49 J)      | 13,1 % (ab 3 J), 8,9 % (14–49 J) |
| 7          | 7         | Wahrheiten         | 16. Februar 2015    | 9. Juni 2015        | Harald Sicheritz  | Uli Brée | 26 % (ab 3 J), 36 % (14–49 J)      | 13,1 % (ab 3 J), 9,9 % (14–49 J) |
| 8          | 8         | Rundumschlag       | 23. Februar 2015    | 16. Juni 2015       | Harald Sicheritz  | Uli Brée | 26 % (ab 3 J), 34 % (14–49 J)      | 13,1 % (ab 3 J), 8,4 % (14–49 J) |
| 9          | 9         | Jagdgesellschaft   | 2. März 2015        | 23. Juni 2015       | Harald Sicheritz  | Uli Brée | 28 % (ab 3 J), 37 % (14–49 J)      | 12,5 % (ab 3 J), 8,5 % (14–49 J) |
| 10         | 10        | Schluss mit Lustig | 9. März 2015        | 30. Juni 2015       | Harald Sicheritz  | Uli Brée | 28 % (ab 3 J), 39 % (14–49 J)      | 12,1 % (ab 3 J), 8,5 % (14–49 J) |

## Staffel 2
Die Erstausstrahlung der zweiten Staffel war vom 14. März bis zum 30. Mai 2016 auf ORF eins zu sehen.
| Nr. (ges.) | Nr. (St.) | Titel    | Erstausstrahlung AT | Erstausstrahlung DE | Regie             | Drehbuch | Marktanteil AT                | Marktanteil DE                   |
| ---------- | --------- | -------- | ------------------- | ------------------- | ----------------- | -------- | ----------------------------- | -------------------------------- |
| 11         | 1         | Folge 11 | 14. März 2016       | 10. Mai 2016        | Harald Sicheritz  | Uli Brée | 28 % (ab 3 J), 39 % (14–49 J) | 14,4 % (ab 3 J), 9,3 % (14–49 J) |
| 12         | 2         | Folge 12 | 21. März 2016       | 17. Mai 2016        | Harald Sicheritz  | Uli Brée | 26 % (ab 3 J), 34 % (14–49 J) | 12,3 % (ab 3 J), 8,2 % (14–49 J) |
| 13         | 3         | Folge 13 | 4. April 2016       | 31. Mai 2016        | Harald Sicheritz  | Uli Brée | 27 % (ab 3 J)                 | 11 % (ab 3 J), 6,9 % (14–49 J)   |
| 14         | 4         | Folge 14 | 11. April 2016      | 7. Juni 2016        | Harald Sicheritz  | Uli Brée | 26 % (ab 3 J)                 | 11,7 % (ab 3 J), 7,9 % (14–49 J) |
| 15         | 5         | Folge 15 | 18. April 2016      | 14. Juni 2016       | Harald Sicheritz  | Uli Brée | 26 % (ab 3 J)                 | 10,5 % (ab 3 J), 5,9 % (14–49 J) |
| 16         | 6         | Folge 16 | 25. April 2016      | 28. Juni 2016       | Sabine Derflinger | Uli Brée | 25 % (ab 3 J)                 | 11,2 % (ab 3 J), 7,6 % (14–49 J) |
| 17         | 7         | Folge 17 | 2. Mai 2016         | 5. Juli 2016        | Sabine Derflinger | Uli Brée | 25 % (ab 3 J)                 | 9,6 % (ab 3 J), 6,2 % (14–49 J)  |
| 18         | 8         | Folge 18 | 9. Mai 2016         | 12. Juli 2016       | Sabine Derflinger | Uli Brée | 26 % (ab 3 J)                 | 10,8 % (ab 3 J), 8,7 % (14–49 J) |
| 19         | 9         | Folge 19 | 23. Mai 2016        | 19. Juli 2016       | Sabine Derflinger | Uli Brée | 24 % (ab 3 J)                 | 10,4 % (ab 3 J), 7 % (14–49 J)   |
| 20         | 10        | Folge 20 | 30. Mai 2016        | 26. Juli 2016       | Sabine Derflinger | Uli Brée | 25 % (ab 3 J)                 | 10 % (ab 3 J), 7,5 % (14–49 J)   |

## Staffel 3
Die Erstausstrahlung der dritten Staffel war vom 9. Jänner bis 5. März 2018 auf ORF eins zu sehen.
| Nr. (ges.) | Nr. (St.) | Titel    | Erstausstrahlung AT | Erstausstrahlung DE | Regie             | Drehbuch | Marktanteil AT | Marktanteil DE                  |
| ---------- | --------- | -------- | ------------------- | ------------------- | ----------------- | -------- | -------------- | ------------------------------- |
| 21         | 1         | Folge 21 | 8. Jänner 2018      | 6. Februar 2018     | Sabine Derflinger | Uli Brée | 27 % (ab 12 J) | 9,7 % (ab 3 J), 7,5 % (14–49 J) |
| 22         | 2         | Folge 22 | 8. Jänner 2018      | 7. Februar 2018     | Sabine Derflinger | Uli Brée | —              | 8,4 % (ab 3 J)                  |
| 23         | 3         | Folge 23 | 15. Jänner 2018     | 13. Februar 2018    | Sabine Derflinger | Uli Brée | —              | 6,1 % (ab 3 J)                  |
| 24         | 4         | Folge 24 | 22. Jänner 2018     | 13. Februar 2018    | Sabine Derflinger | Uli Brée | 23 % (ab 12 J) | 7,1 % (ab 3 J)                  |
| 25         | 5         | Folge 25 | 29. Jänner 2018     | 20. Februar 2018    | Sabine Derflinger | Uli Brée | 24 % (ab 12 J) | 5,7 % (ab 3 J)                  |
| 26         | 6         | Folge 26 | 5. Februar 2018     | 20. Februar 2018    | Harald Sicheritz  | Uli Brée | 23 % (ab 12 J) | 7,4 % (ab 3 J)                  |
| 27         | 7         | Folge 27 | 12. Februar 2018    | 27. Februar 2018    | Harald Sicheritz  | Uli Brée | 21 % (ab 12 J) | 6,8 % (ab 3 J)                  |
| 28         | 8         | Folge 28 | 19. Februar 2018    | 27. Februar 2018    | Harald Sicheritz  | Uli Brée | 21 % (ab 12 J) | 8,2 % (ab 3 J)                  |
| 29         | 9         | Folge 29 | 26. Februar 2018    | 6. März 2018        | Harald Sicheritz  | Uli Brée | 21 % (ab 12 J) | 6,4 % (ab 3 J)                  |
| 30         | 10        | Folge 30 | 5. März 2018        | 6. März 2018        | Harald Sicheritz  | Uli Brée | 22 % (ab 12 J) | 6,0 % (ab 3 J)                  |

## Staffel 4
Die Erstausstrahlung der vierten Staffel war vom 16. September bis 11. November 2019 auf ORF 1 zu sehen. Das Erste wollte die vierte Staffel nicht ausstrahlen, aber am 29./30. August 2024 wurde sie dann doch auf One gesendet.  Die Staffel wurde in Deutschland erst 2024 bei Netflix veröffentlicht.
| Nr. (ges.) | Nr. (St.) | Titel    | Erstausstrahlung AT | Erstausstrahlung DE | Regie            | Drehbuch | Marktanteil AT | Marktanteil DE |
| ---------- | --------- | -------- | ------------------- | ------------------- | ---------------- | -------- | -------------- | -------------- |
| 31         | 1         | Folge 31 | 16. September 2019  | 1. April 2024       | Harald Sicheritz | Uli Brée | 20 % (ab 12 J) |                |
| 32         | 2         | Folge 32 | 23. September 2019  | 1. April 2024       | Harald Sicheritz | Uli Brée | 18 % (ab 12 J) |                |
| 33         | 3         | Folge 33 | 30. September 2019  | 1. April 2024       | Harald Sicheritz | Uli Brée | 16 % (ab 12 J) |                |
| 34         | 4         | Folge 34 | 7. Oktober 2019     | 1. April 2024       | Harald Sicheritz | Uli Brée | 17 % (ab 12 J) |                |
| 35         | 5         | Folge 35 | 14. Oktober 2019    | 1. April 2024       | Harald Sicheritz | Uli Brée | 16 % (ab 12 J) |                |
| 36         | 6         | Folge 36 | 21. Oktober 2019    | 1. April 2024       | Mirjam Unger     | Uli Brée | 15 % (ab 12 J) |                |
| 37         | 7         | Folge 37 | 28. Oktober 2019    | 1. April 2024       | Mirjam Unger     | Uli Brée | 14 % (ab 12 J) |                |
| 38         | 8         | Folge 38 | 4. November 2019    | 1. April 2024       | Mirjam Unger     | Uli Brée | 17 % (ab 12 J) |                |
| 39         | 9         | Folge 39 | 11. November 2019   | 1. April 2024       | Mirjam Unger     | Uli Brée | 16 % (ab 12 J) |                |
| 40         | 10        | Folge 40 | 18. November 2019   | 1. April 2024       | Mirjam Unger     | Uli Brée | 16 % (ab 12 J) |                |

## Staffel 5
Die Erstausstrahlung der fünften Staffel war vom 11. Jänner bis zum 15. März 2021 auf ORF 1 zu sehen. Die Staffel wurde in Deutschland erst 2024 bei Netflix veröffentlicht und wird am 3./4. Oktober 2024 auf One zu sehen sein.
| Nr. (ges.) | Nr. (St.) | Titel    | Erstausstrahlung AT | Erstausstrahlung DE | Regie            | Drehbuch | Marktanteil AT | Marktanteil DE |
| ---------- | --------- | -------- | ------------------- | ------------------- | ---------------- | -------- | -------------- | -------------- |
| 41         | 1         | Folge 41 | 11. Jänner 2021     | 1. April 2024       | Mirjam Unger     | Uli Brée | 21 % (ab 12 J) |                |
| 42         | 2         | Folge 42 | 18. Jänner 2021     | 1. April 2024       | Mirjam Unger     | Uli Brée | 17 % (ab 12 J) |                |
| 43         | 3         | Folge 43 | 25. Jänner 2021     | 1. April 2024       | Mirjam Unger     | Uli Brée | 16 % (ab 12 J) |                |
| 44         | 4         | Folge 44 | 1. Februar 2021     | 1. April 2024       | Mirjam Unger     | Uli Brée | 15 % (ab 12 J) |                |
| 45         | 5         | Folge 45 | 8. Februar 2021     | 1. April 2024       | Mirjam Unger     | Uli Brée | 14 % (ab 12 J) | [ 8 ]          |
| 46         | 6         | Folge 46 | 15. Februar 2021    | 1. April 2024       | Harald Sicheritz | Uli Brée | 14 % (ab 12 J) |                |
| 47         | 7         | Folge 47 | 22. Februar 2021    | 1. April 2024       | Harald Sicheritz | Uli Brée | 14 % (ab 12 J) |                |
| 48         | 8         | Folge 48 | 1. März 2021        | 1. April 2024       | Harald Sicheritz | Uli Brée | 14 % (ab 12 J) |                |
| 49         | 9         | Folge 49 | 8. März 2021        | 1. April 2024       | Harald Sicheritz | Uli Brée | 15 % (ab 12 J) |                |
| 50         | 10        | Folge 50 | 15. März 2021       | 1. April 2024       | Harald Sicheritz | Uli Brée | 16 % (ab 12 J) |                |

## Staffel 6
Die Erstausstrahlung der sechsten Staffel war vom 10. Jänner bis zum 14. März 2022 auf ORF 1 zu sehen. Die Staffel wurde in Deutschland erst 2024 bei Netflix veröffentlicht.
| Nr. (ges.) | Nr. (St.) | Titel    | Erstausstrahlung AT | Erstausstrahlung DE | Regie            | Drehbuch | Marktanteil AT | Marktanteil DE |
| ---------- | --------- | -------- | ------------------- | ------------------- | ---------------- | -------- | -------------- | -------------- |
| 51         | 1         | Folge 51 | 10. Jänner 2022     | 1. April 2024       | Mirjam Unger     | Uli Brée | 20 % (ab 12 J) |                |
| 52         | 2         | Folge 52 | 17. Jänner 2022     | 1. April 2024       | Mirjam Unger     | Uli Brée | 16 % (ab 12 J) |                |
| 53         | 3         | Folge 53 | 24. Jänner 2022     | 1. April 2024       | Mirjam Unger     | Uli Brée | 16 % (ab 12 J) |                |
| 54         | 4         | Folge 54 | 31. Jänner 2022     | 1. April 2024       | Mirjam Unger     | Uli Brée | 15 % (ab 12 J) |                |
| 55         | 5         | Folge 55 | 7. Februar 2022     | 1. April 2024       | Mirjam Unger     | Uli Brée | 15 % (ab 12 J) |                |
| 56         | 6         | Folge 56 | 14. Februar 2022    | 1. April 2024       | Harald Sicheritz | Uli Brée | 17 % (ab 12 J) |                |
| 57         | 7         | Folge 57 | 21. Februar 2022    | 1. April 2024       | Harald Sicheritz | Uli Brée | 14 % (ab 12 J) |                |
| 58         | 8         | Folge 58 | 28. Februar 2022    | 1. April 2024       | Harald Sicheritz | Uli Brée | 12 % (ab 12 J) |                |
| 59         | 9         | Folge 59 | 7. März 2022        | 1. April 2024       | Harald Sicheritz | Uli Brée | 15 % (ab 12 J) |                |
| 60         | 10        | Folge 60 | 14. März 2022       | 1. April 2024       | Harald Sicheritz | Uli Brée | 18 % (ab 12 J) |                |
| 61         | 11        | Folge 61 | 14. März 2022       | 1. April 2024       | Harald Sicheritz | Uli Brée | 19 % (ab 12 J) |                |